# Kottwil
Kottwil (toponimo tedesco) è una frazione di 398 abitanti del comune svizzero di Ettiswil, nel distretto di Willisau (Canton Lucerna).

## Geografia fisica
Kottwil si trova sul margine meridionale della piana paludosa del Wauwilermoos.

## Storia
Già comune autonomo che si estendeva per 6,09 km² e che comprendeva anche le frazioni di Seewagen e Zuswil, il 1º gennaio 2006 è stato accorpato a quello di Ettiswil.

## Monumenti e luoghi d'interesse
- Cappella dei Sette Dormienti, con un ciclo di affreschi del 1620 circa[1].

## Società

### Evoluzione demografica
L'evoluzione demografica è riportata nella seguente tabella:
Abitanti censiti

## Economia
L'economia locale si basa prevalentemente sull'agricoltura.